# سعود السنعوسي
سعود السنعوسي (1981) كاتب وروائي كويتي متفرغ، عضو رابطة الأدباء في الكويت. فاز عام 2013 بالجائزة العالمية للرواية العربية في دورتها السادسة عن روايته ساق البامبو التي حصدت جائزة الدولة التشجيعية في دولة الكويت عام 2012. وهي رواية تتناول موضوع العمالة الأجنبية في دول الخليج. وقد اختيرت من بين 133 رواية مقدمة لنيل الجائزة. وكتب السنعوسي في عدد من الصحف والمجلات الكويتية والخليجية، وانضم في عام 2018 لأسرة كتاب مجلة زهرة الخليج ينشر فيها مقالًا أسبوعيا حتى عام 2020.
نشر قصة البونساي والرجل العجوز التي حصلت على المركز الأول في مسابقة القصص القصيرة التي تجريها مجلة العربي الكويتية بالتعاون مع إذاعة بي بي سي العربية. أصدر روايته الأولى سجين المرايا عام 2010م، وقد فازت بجائزة ليلى العثمان لإبداع الشباب في القصة والرواية في دورتها الرابعة. كما أصدر رواية فئران أمي حصة التي تتناول موضوع الطائفية في الكويت، وقد مُنعت الرواية لاحقاً من قِبَل الجهاز الرقابي في بلد الكاتب، ثم أجازها القضاء الكويتي بعد ثلاث سنوات من المنع، وبعد لجوء الكاتب للمحكمة ورفع دعوى ضد وزارة الإعلام ووزير الإعلام.
تُرجمَت بعض أعماله إلى الإنجليزية والإيطالية والفارسية والتركية والصينية والكورية والرومانية والكردية والمقدونية والفلبينية والصومالية والكرواتية والمالايالامية والإندونيسية.

## أسلوبه الأدبي وعلاقته بالكتابة
قدم سعود السنعوسي شهادات روائية في عدة مؤتمرات أدبية تلخص أسلوبه وعلاقته بالكتابة. ينظر إليها، وبخاصة الرواية، بوصفها ضرورة وجودية لا ترفًا فنّيًا. يكتب لا ليُسلِّي القارئ، بل ليقاوم النسيان، وليحتمل قلق الوجود، وليفهم العالم بما فيه من تناقضات وأسئلة لا أجوبة لها. يرى أن الرواية، بخيالها، تملك القدرة على قول الحقيقة أكثر مما يفعل الواقع، وأنها الجنس الأدبي الأوسع القادر على ابتلاع التاريخ، والأديان، وعلم النفس، والفلسفة، والوجدان الإنساني وكافة الفنون والعلوم، وإعادة إنتاجها في حيّز سردي يتّسع لتجربة الإنسان في عمقها.
الخيال عند السنعوسي ليس مجرد وسيلة فنيّة، بل هو ملاذ، وحرية مطلقة لا تمنحها الحياة الواقعية. عبر الخيال الروائي، عاش شخصياته وعبر بهم إلى مناطق في ذاته لم يكن ليصلها من دون الكتابة. وبعد تجربته في كتابة الثلاثية الروائية "أسفار مدينة الطين" يصف نفسه بأنه عاش بالورق حيوات لم يعشها خارج الصفحات، حيث تقمّص الضعيف والقوي، القاتل والقتيل، المؤمن والملحد، الرجل والمرأة، الطفل والشيخ، النملة والطير والشجرة، مُستدعيًا بذلك تجارب روحية واجتماعية وفكرية متباينة منحته إدراكًا أعمق للإنسان.
كتب السنعوسي الرواية ليُحاور الموت، ويُحيي الذاكرة، ويصوغ وطنًا سرديًا يحتفظ بتفاصيل الكويت التي يخشى عليها من النسيان. ويؤمن بأن الكاتب حين يكتب لا يكتب عن العالم فقط، بل يُحاول إصلاح الكسور في داخله. يقول: “أنا لا أكتب لأنني أفهم العالم، بل لأني لا أفهمه، ولأني أريد أن أفهم. وأنا لا أفهم الموت، لذلك أكتب كي أحيي الموتى. أكتب كي لا أموت”.
تتّسم كتاباته بأسلوب تأمّلي ذاتي، يجمع بين العمق الفلسفي واللغة الحسيّة المشبعة بالعاطفة والصور، مستخدمًا السرد لا بوصفه أداة حكي فقط، بل وسيلة وجود. ويبدو تأثره واضحًا بالروائيين الذين يرون في الرواية موطنًا للأنا وللآخر في آنٍ واحد، كما يتجلّى في إيمانه بمقولة ميلان كونديرا: “شخصيات الرواية هي إمكانات الكاتب التي لم تتحقق”.

## أعماله

### في الرواية
- سجين المرايا (2010)، رواية.
- ساق البامبو (2012)، رواية.
- فئران أمي حصة (2015)، رواية.
- حمام الدار (2017)، رواية.
- ناقة صالحة (2019)، رواية قصيرة.
- أسفار مدينة الطين، ثلاثية روائية:[18]
  1. سِفرُ العباءة (2023).
  2. سِفرُ التَبَّة (2023).
  3. سِفرُ العَنْفُوز (2024).[19]

### في المسرح
- المسرحية الغنائية «مذكرات بحار»[20]، 2019.

عن الأوبريت الغنائي مذكرات بحار للشاعر محمد الفايز والموسيقار غنام الديكان بمشاركة الفنان شادي الخليج، إخراج Tama Matheson إنتاج مركز الشيخ جابر الأحمد الثقافي.
- مسرحية «نيو جبلة»[21]، 2020.

بمشاركة الفنان سعد الفرج والفنان عبدالرحمن العقل مع نخبة من النجوم. إخراج Julian Webber إنتاج مركز الشيخ جابر الأحمد الثقافي.

### في الأغنية
- "أنا إنسان"، تتر مسلسل ساق البامبو، غناء وألحان عبادي الجوهر 2016.
- "الحمد لمن سخر خيرا لبلادي"، غناء فرقة مركز الشيخ جابر الأحمد، ألحان عبدالله الفرج (2020).
- "أنشودة الأوطان" غناء عبد العزيز المسباح وألحان د.أحمد الصالحي 2024.[22]

## المشاركات الثقافية
- اختير عضوًا في لجنة «مسابقة أقرأ» للقراءة التي ينظمها مركز الملك عبدالعزيز الثقافي العالمي (إثراء)، وذلك في دورتين 2023 و2024.[23]
- اختير عضوًا في لجنة «جائزة القلم الذهبي للأدب الأكثر تأثيراً» التي نظمتها الهيئة العامة للترفيه في المملكة العربية السعودية عام 2024م.[24]
- اختير عضوًا في مجلس الأمناء في جائزة الروائي «خالد خليفة للرواية»، برئاسة الناقد السوري صبحي حديدي والمترجمة السورية رانية سمارة، والروائي السوري خليل صويلح، والأكاديمي المصري وائل فاروق، والناشرة والروائية اللبنانية رشا الأمير، والفنان السوري فارس الحلو، والكاتب والصحافي المصري سيد محمود.[25]

## جوائز وترشيحات
- حائز على جائزة الروائية ليلى العثمان لإبداع الشباب في القصة والرواية في دورتها الرابعة عن رواية سجين المرايا (2010).
- حائز المركز الأول في مسابقة قصص على الهواء التي تنظمها مجلة العربي مع إذاعة بي بي سي العربية، عن قصة البونساي والرجل العجوز (2011).
- حائز على جائزة الدولة التشجيعية في مجال الآداب عن رواية ساق البامبو عام (2012).
- حصدت روايته ساق البامبو الجائزة العالمية للرواية العربية بوكر عام (2013).
- حاز لقب شخصية العام الثقافية - جائزة محمد البنكي، في مملكة البحرين (2016).
- اختير لتكريم مبدعي مجلس التعاون الخليجي في الرياض ممثلا للكويت مع الملحن إبراهيم الصولة والقاصة باسمة العنزي (2016).[26]
- تأهلت رواية «فئران أمي حصة» إلى القائمة الطويلة لجائزة الشيخ زايد للكتاب (2016-2017).
- تأهلت رواية «حمام الدار» إلى القائمة القصيرة لجائزة الشيخ زايد للكتاب (2018-2019).
- اختيرت رواية «ساق البامبو» ضمن أفضل 100 رواية عربية بتصنيف مجلة «بانيپال» البريطانية (2018).[27]
- تأهلت رواية «ناقة صالحة» إلى القائمة الطويلة لجائزة الشيخ زايد للكتاب (2019-2020).
- تأهلت الثلاثية الروائية «أسفار مدينة الطين» إلى القائمة القصيرة لجائزة الشيخ زايد للكتاب في دورتها الـ 19، (2024-2025).[28]

## وصلات خارجية
- صفحة سعود السنعوسي على موقع أبجد
- صفحة اقتباسات سعود السنعوسي على موقع أبجد
- صفحة سعود السنعوسي على موقع goodreads.